# منظمة تقاعد موظفي الخدمة المدنية الإيرانية
منظمة تقاعد موظفي الخدمة المدنية (CSPO) هي كيان قانوني مستقل يخضع لإدارة وزارة الرعاية والضمان الاجتماعي، وتعمل كشركة تأمين. هذه المنظمة مسؤولة عن الشؤون المتعلقة بتقاعد موظفي الخدمة المدنية في إيران . القوات المسلحة الإيرانية، ووكالات تطبيق القانون، وفيلق الحرس الثوري الإيراني ثاني منظمة عسكرية كبرى في إيران، لديهم أنظمة معاشاتهم الخاصة.
في عام 1996، قدر مركز الإحصائيات في إيران أن أكثر من 73٪ من سكان إيران مشمولون بالضمان الاجتماعي . العضوية في نظام الضمان الاجتماعي لجميع الموظفين إلزامية.

## المستفيدون
في عام 2012 ، كان لدى المنظمة 1.1 مليون متقاعد. يشمل المستفيدون منها :
1. موظفو الخدمة المدنية المشمولون بقانون إدارة الخدمات الحكومية .
2. أعضاء هيئة التدريس من الجامعات ومعاهد التعليم العالي العاملين كأعضاء هيئة التدريس الحيازة.
3. القضاة المعينون من قبل السلطة القضائية ووزارة العدل المشمولين بقواعد وأنظمة كل منهم.
4. دبلوماسيون الحيازة بوزارة الخارجية مشمولون بقواعد وأنظمة كل منهم.
5. حيازة موظفي البلديات باستثناء رؤساء البلديات.
6. الموظفون المتعاقدون بالسلطة التنفيذية يطلبون تغطية من صندوق تقاعد موظفي الخدمة المدنية.
7. العاملون لحسابهم الخاص (اشتروا موظفي وزارة الطرق والمادة 147 من خطة التنمية الرابعة) .

## استثمارات
شركة استثمار صندوق التقاعد المدني هي الذراع الاستثماري لـلمنظمة. اعتبارًا من عام 2012 ، كان تخصيص استثمارات الصندوق على النحو التالي:
1. قطاعات الكيماويات والبتروكيماويات : 31٪.
2. شركات النفط والغاز : 17٪ (على سبيل المثال إيرانول وباسارغاد)
3. النقل والاتصالات : 11٪ (مثل خطوط الشحن لجمهورية إيران الإسلامية (IRISL) ، ( خطوط أسيمان الجوية )
4. السياحة (مثل شركة إيران للسياحة والسفر . )

## روابط خارجية
- منظمة تقاعد موظفي الخدمة المدنية - الموقع الرسمي
- إدارة الضمان الاجتماعي الأمريكية: دخول إيران (تفاصيل التغطية)